# Macaranga trachyphylla
Macaranga trachyphylla är en törelväxtart som beskrevs av Airy Shaw. Macaranga trachyphylla ingår i släktet Macaranga och familjen törelväxter. Inga underarter finns listade i Catalogue of Life.